# クン・サームローとナーン・ウーペム
クン・サームローとナーン・ウーペム（シャン語: ၶုၼ်းသၢမ်လေႃး ၼၢင်းဢူးပဵမ်ႇ、ビルマ語: ခွန်ဆမ်လောနဲ့ နန်းဦးပျဉ်またはခွန်ဆမ်လောနဲ့နန်းဦးပြင်）はシャン民話の悲恋物語。クン・サームローという若い男が、真の愛を追いナーン・ウーペムと結婚するために政略結婚を拒むが、次々と悲痛な出来事に遭遇し、早すぎる死に見舞われ星となるという話が伝えられている。今日に至るまで、この物語は小説や漫画、映画、歌を通して伝えられてきた。この物語はシャンにおいて、ウィリアム・シェイクスピアのロミオとジュリエットに相当すると見なされている。
この物語は、シャン人の文学にとって重要な位置を占める。実話に基づき、19世紀のシャン女性作家ナーン・カムクー（1853-1919）によって1870年代頃に創作されたと信じられている。

## 物語
クン・サームローはチャイントンに生まれ、裕福な家庭の一人息子であった。ある日、彼の母親はクン・サームローに、彼を密かに慕っていた地元の女性ナーン・ウーパンとの結婚を手配した。クーン・サームローとの結婚を熱望していた彼女は、自身の母親を説得して結婚を申し込ませた。しかし、クン・サームローは彼女に全く興味がなく、その申し出を断った。更なる圧力から逃れるため、彼はほかの街で商売をする計画を立て、彼の母親に帰省後に結婚を検討すると伝えた。母親はしぶしぶ賛成した。
モンクンにいる間、クン・サームローはナーン・ウーペムと出会い、ふたりはまもなく恋に落ちた。タイン川の近くでデートをしていた際、クン・サームローは彼の気持ちを伝えたが、川の流れる音でナーン・ウーペムにははっきりと聞こえなかった。川の方を向いて、彼女は「タイン川よ、静かにしていただけませんか？ クン・サームローの言葉がはっきりと聞こえないのです」と言った。伝説によれば、その日からタイン川の水は静かに流れるようになったという。ついに、クーン・サームローはナーン・ウーペムと結婚し、彼の故郷へ連れ帰った。
クン・サームローの母親が結婚のことを知った時、彼女は激怒し、ナーン・ウーペムに深い恨みを抱いた。しかし、彼女は結婚を受け入れた振りをしながら、クン・サームローが商いに出ているときはいつも、義娘にこっそりと嫌がらせをした。ナーン・ウーペムが妊娠すると、姑は更に怒りを募らせ、胎児に危害を加えようと企図した。この残酷な計画を知ると、ナーン・ウーペムは彼女の実家に帰った。
実家へ帰る途中、ナーン・ウーペムは道中で激しい陣痛を覚え、出産した。悲しいことに死産であった。彼女は水子を2本の木の間に安置し、両親の元への旅を続けた。
伝説によれば、赤子の魂はウオー鳥（オニカッコウ、ビルマ語: ဥဩငှက်）に変身し、父親を捜し始めた。そのため、ビルマ語で「ウオー」とその鳥は悲しげに鳴いているのであり、シャン人によって「ポーウェイ」（父親）と解釈されている。
悲しみに打ちひしがれ、体力的に衰弱したナーン・ウーペムは実家にたどり着くと衰弱死した。一方、クン・サームローが旅から戻ると、愛する妻の失踪に気が付いた。彼は悲劇的な真実にすぐに気づいた。ためらうことなく、彼は馬に乗り、モンクンへと向かったが、ナーン・ウーペムがすでに死んでいることを知った。悲しみに圧倒された彼は彼女の遺体に駆け寄ると、激しく泣き、それから短剣を手に自らの命を絶った。
このカップルはともに埋葬された。しかし、クン・サームローの母親は、この悲劇を知ると、彼らを呪い、来世においても決して再会させないと誓った。母親は二人が埋葬された村を訪れ、墓の間に3つの節を持つ竹の天秤棒を置き、彼らの永遠の別れを確実にした。
シャンの伝説によると、クン・サームローはの魂はベテルギウス星に変身し、ナーン・ウーペムの魂はリゲル星となったという。3つの節を持つ竹の天秤棒はオリオン座として両星の間に現れ、永遠の別れの象徴となっている。
いくつかのバージョンが示唆するところによると、残酷な行動を理由に、クン・サームローの母親は彼の実母ではなく、実際は継母なのではないかと考えられている。

## 大衆文化
2014年、元ポップスターのチャーイ・チョンハーン（シャン語: ၸၢႆးၸိူင်းႁၢၼ်、ビルマ語: စိုင်းစိမ်းဟန် / サイ・セインハン、英語: Sai Jerng Harn）と、仏僧チャオ・シンタム（ၸဝ်ႈသိၼ်ထမ်း、英語: Sao Hsintham）は、チャイントンで「シャン運動」（Shan Movement）を始めたが、この社会的・宗教的運動は物議を醸した。チャーイ・チョンハーンは、この運動の中心人物であり、クン・サームローの生まれ変わりであると主張した。この主張はシャン・サンガ（シャン仏教徒評議会）の強い反対を受け、仏教の純正さに傷をつけると非難された。
タイのチェンマイに住むシャン系移民は、クン・サームローの伝説を自らの文化的アイデンティティーの一部として受け入れている。彼らはしばしばこの物語をシャンのバレンタインデーと結びつけ、自分たちをこの伝説の人物と結びつけている。